# Thomas Fabri
Thomas Fabri (1380 – 1420) è stato un compositore olandese, attivo intorno al XV secolo.

## Biografia
Fabri allievo di Jean de Noyers alias Tapissier a Parigi e di Johannes Ecghaert a Bruges, almeno se crediamo a quanto scritto nella partitura del Gloria, dove viene indicato come allievo di Tapissier. Fabri divenne maestro del coro alla Cattedrale di Saint Donatien  (Sint-Donatiuskerk) a Bruges nel 1412.
Solo quattro delle sue composizioni sono giunte a noi. Due sono scritti in tre parti su liriche in lingua olandese. Esse sembra siano state scritte da un tedesco in un libro di canti illustrato da un italiano (forse al Concilio di Costanza) e conservato oggi all'Abbazia di Heiligenkreuz.

## Opere pervenute
- Ach vlaendere vrie, rondò
- Die mey so lieflic wol ghebloit, ballata
- Gloria, (Bologna, Civico Museo Bibliografico Musicale, Ms Q)
- Sinceram salutem care mando vobis, antifona

## Discografia
- Da medieval.org, su medieval.org.
- 1996 - Oh Flanders Free. Music of the Flemish Renaissance: Ockeghem, Josquin, Susato, De la Rue. Capilla Flamenca. Alamire LUB 03, Naxos 8.554516. Contains a recording of "Ach Vlaendre vrie" by Thomas Fabri.
- 2009 - En un gardin. Les quatre saisons de l'Ars Nova. Manuscrits de Stavelot, Mons, Utrecht, Leiden. Capilla Flamenca. MEW 0852. Contains a recording of "Sinceram salutem care" by Thomas Fabri.